# Faragó Jenő (író, 1872–1940)
Faragó Jenő, 1906-ig Frankfurter (Pest, 1872. április 6. – Budapest, 1940. március 28.) magyar újságíró, író, műfordító. Írói álneve: Mirácó. Testvére Faragó Géza festő, grafikus. Unokaöccse Faragó Sándor író, újságíró.

## Életpályája
Frankfurter Sándor kereskedő és Rothberger Teréz fiaként született. 1890-ben Szegeden, 1891-től pedig Szabadkán volt hírlapíró. 1894-től Budapesten a Pesti Naplónál dolgozott. 1900–1901-ben a kolozsvári Magyar Polgár hírlapírója, 1901 és 1919 között a Magyar Hírlap munkatársa és segédszerkesztője volt. 1916-tól 1918-ig a Színház és Divat szerkesztőjeként dolgozott. 1919 és 1930 között a 8 Órai Újság felelős szerkesztője volt. Színdarabokat és operettlibrettókat is írt.
Házastársa Kunschner Ilona Józsa (1885–1969) volt, akivel 1906. november 8-án Budapesten, a Terézvárosban kötött házasságot.

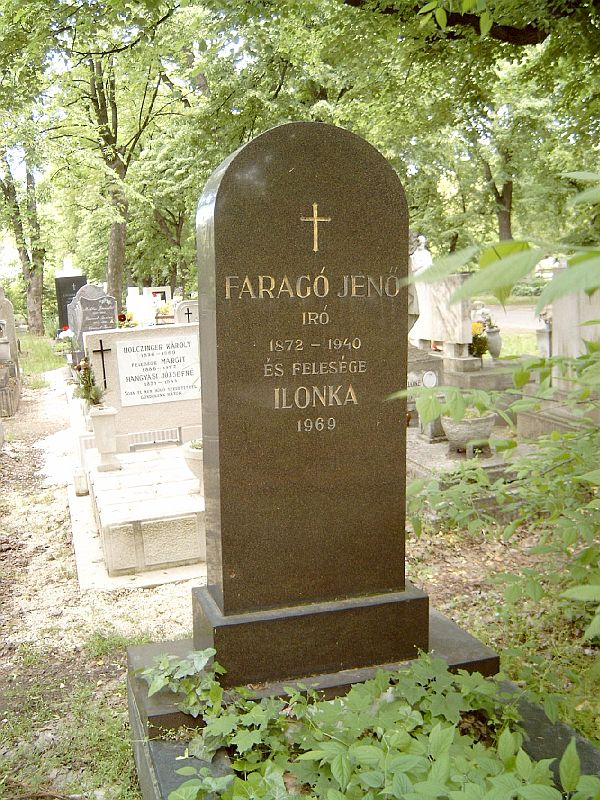
Sírja az Új köztemetőben

## Művei

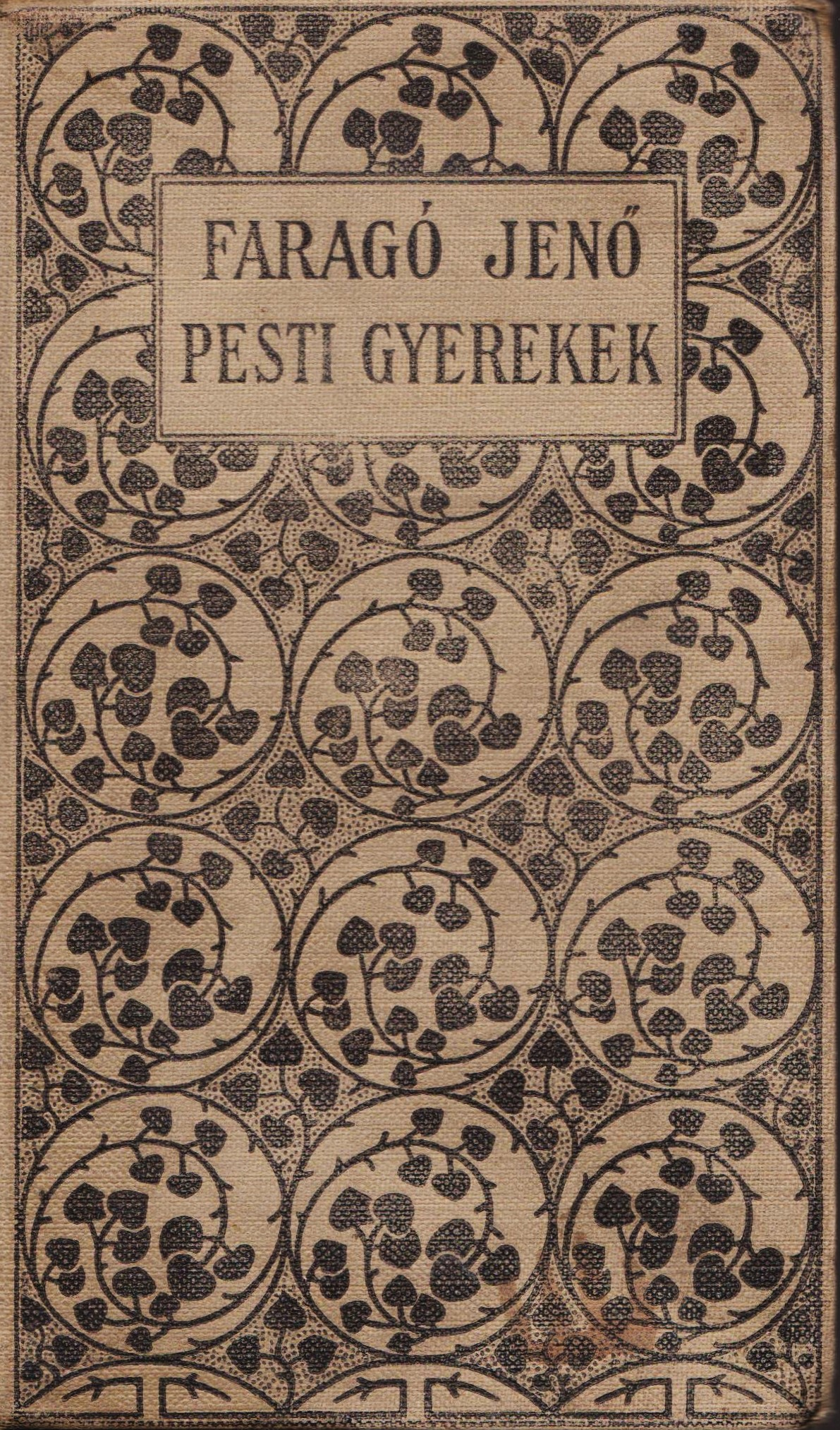

### Színpadi művei
- Vasúti baleset (énekes bohózat 3 felvonásban, zenéjét szerezte: Donáth Lajos, bemutató: 1899, Magyar Színház)
- Budapest szépe (operett, társszerzők: Barna Izsó, Márkus Dezső. Bemutató: 1901, Fővárosi Nyári Színház)
- Kin-Fu, vagy: egy kínai ember kalandjai (színmű, társszerző: Márkus Géza. Zenéjét szerezte: Barna Izsó. Bemutató: 1902, Népszínház)
- Casanova (operett 3 felvonásban, társszerző: Barna Izsó. Bemutató: 1902, Népszínház)
- Katinka grófnő (operett 3 felvonásban, zenéjét szerezte: Hűvös Iván, Bemutató: 1904, Népszínház)
- A hót Schlésinger (énekes bohózat, társszerző: Feld Mátyás. Bemutató: 1904, Városligeti Nyári Színház)
- Lőcsei fehér asszony (énekes történeti színmű, Jókai Mór regényéből. Bemutató: 1904, Népszínház)
- A Smokk-család (táncos bohózat,  társszerző: Feld Mátyás, Bemutató: 1909, Városligeti Színház)
- A csodavászon (énekes bohózat 3 felvonásban, zenéjét szerezte: Barna Izsó. Bemutató: 1913, Népopera)
- Szervusz, Pest! (revüoperett, társszerző: Feld Mátyás. Bemutató: 1914, Budapesti Színház)
- Mindnyájunknak el kell menni (Hegedűs Gyulával, Bemutató: 1914, Vígszínház)
- Kriszkindli (revü, társszerző: Mérei Adolf. Zenéjét szerezte: Barna Izsó. Bemutató, 1914, Népopera)
- Egy finom család (bohózat 3 felvonásban. Bemutató: 1916, Budapesti Színház)
- A kóristalány (operett 3 felvonásban, zenéjét szerezte: Komjáti Károly. Bemutató: 1918, Városi Színház)
- Százszorszép (operett 3 felvonásban, társszerző: Zerkovitz Béla. Bemutató: 1919, Városi Színház)
- Offenbach (daljáték 3 felvonásban, zenéjét összeállította Offenbach operettjeiből Nádor Mihály. Bemutató: 1920, Király Színház)
- Három a tánc (operett 3 felvonásban, társszerző: Szomaházy István. Zenéjét szerezte: Komjáti Károly. Bemutató: 1922, Király Színház)
- Elssler Fanny (operett 3 felvonásban, zenéjét szerezte: Nádor Mihály. Bemutató: 1923, Király Színház)
- A császárnő apródja (operett 3 felvonásban. Verseit írta: Harmath Imre. Zenéjét szerezte: Buttykay Ákos. Bemutató: 1925, Király Színház)
- Chopin (operett 3 felvonásban, zenéjét szerezte: Bertha István. Bemutató: 1926, Király Színház)

### Librettói
- Zerkovitz Béla: Százszorszép (1919)
- Nádor Magda: Offenbach (1920)
- Buttykai Á.: A császárnő apródja (Harmath Imrével, 1925)
- Chopin (Chopin zenéje alapján Bartha Istvánnal, 1926)

### Műfordításai
- Gerhart Hauptmann: Hannele mennybemenetele (Jób Dániellel, 1901)
- Paul Lincke: Makrancos hölgyek (Molnár Ferenccel, 1903)
- Gustav Luders: A sógun[8] (Mérei Adolffal, 1906)
- Karl Schönherr: Föld (1910)
- Wolfgang Amadeus Mozart: Figaro házassága (1929)

### Könyvek
- Mirácó: Smokkék. Apró komédiák a Smokk-család életéből; Szilágyi, Budapest, 1905
- Anekdoták; összegyűjt. Miracó; Schenk, Budapest, 1908 (Mozgó könyvtár)
- Faragó Jenő–Feld Mátyás: A Smokk család. Pesti bohózat; Schenk, Budapest, 1909 (Mozgó könyvtár)
- Miracó: Pesti fényképek, pesti árnyképek; Schenk, Budapest, 1911 (Mozgó könyvtár)
- A kulisszák mögül; Schenk, Budapest, 1912 (Mozgó könyvtár)
- Három grácia. Regény; Vári, Budapest, 1913 (A Képes hét könyvtára)
- Pesti gyerekek. Regény; Magyar Kereskedelmi Közlöny, Budapest, 1914
- Kis mesék a nagy háborúból. Képes olvasókönyv kis fiúk és kis lányok számára.1914-1915; Franklin, Budapest, 1916
- Gyönyörű mesék; Magyar Kereskedelmi Közlöny, Budapest, 1917
- Offenbach. Daljáték; szöv. Faragó Jenő, zene: Offenbach operettjeiből összeáll. Nádor Mihály; Márton, Budapest, 1921
- A csúnya grófkisasszony; Révész Géza, Budapest, 1933 (Gong 34.)
- 50 év az íróasztalnál. 50 éves írói és újságírói jubileumára kiad. a szerző.; Klein Filmny., Budapest, 1940